# ブレーメン動物専門学校
ブレーメン動物専門学校（ブレーメンどうぶつせんもんがっこう）は、徳島県徳島市佐古一番町にある専門学校。

## 概要
1995年に香川県高松市で開校した香川愛犬猫美容学院の徳島校として2001年に設立。
2010年には日本で初めてKCUA（THE KENNEL CLUB UNION OF ASIA）認定校となった。またNPO法人である日本社会福祉愛犬協会(ザ・ケネルクラブ・オブ・ジャパン, KCJ)に公認された学校の1つ。
理事長を務める野上耕一はアジア畜犬連盟(KCUA)の國際級美容審查員や日本社会福祉愛犬協会の理事を務めている。

## 沿革
- 2001年4月 香川愛犬猫美容学院徳島校開校。
- 2002年9月 ブレーメン愛犬クリエイティブ専門学院に名称変更。
- 2007年9月 学校法人野上学園の認可を受ける。
- 2008年1月 ブレーメン愛犬クリエイティブ専門学校の認可を受ける。
- 2010年1月 KCUA公認校の指定を受ける。
- 2010年2月 文部科学省より専門士称号付与の認可を受ける。
- 2019年 現校名に変更。

## 学科
- 文化教養課程ペットビジネス学科（定員35名、修業年限2年）[4]
  - トリマーコース
  - 動物看護コース
  - ドッグトレーナーコース
  - 総合コース

## 取得可能資格
- C級グルーマー（全てのコース）
- B級プロフェッショナル（トリマーコース、総合コース）
- A級スペシャリスト（ペットマイスター学科ミのみ）
- 動物看護福祉士（動物看護コース、総合コース）
- ドッグトレーナー（ドッグトレーナーコース、総合コース）
- 認定動物看護師（動物看護コース、総合コース）

## カリキュラム
- スタンダード学
- 行動心理学
- ハンドリング学
- 猫学
- 獣医学・看護学
- 美学
- グルーミング学
- 飼育学・繁殖学
- セラピー実習
- 経営学
- ドッグファッションアドバイザー
- トリミング実習
- ドッグトレーナー実習

等

## 所在地等
- 徳島県徳島市佐古一番町5-4
- JR徳島駅佐古駅から徒歩10分[5]。